# Fusa (gemeente)
Fusa was een gemeente in de Noorse provincie Hordaland. De gemeente telde 3895 inwoners in januari 2017. Fusa fuseerde per 1 januari 2020 met de gemeente Os tot de nieuwe gemeente Bjørnafjorden.

## Plaatsen in de gemeente
- Eikelandsosen
- Fusa

Askøy · Austevoll · Austrheim · Bergen · Bømlo · Eidfjord · Etne · Fedje · Fitjar · Fjell · Fusa · Granvin · Jondal · Kvam · Kvinnherad · Lindås · Masfjorden · Meland · Modalen · Odda · Os · Osterøy · Øygarden · Radøy · Samnanger · Stord · Sund · Sveio · Tysnes · Ullensvang · Ulvik · Vaksdal · Voss

Gemeenten in de provincie bij de opheffing op 1 januari 2020